# Mariusz Poznański
Mariusz Poznański (ur. 5 czerwca 1949 w Poznaniu) – polski inżynier i samorządowiec, w latach 1990–2014 wójt gminy Czerwonak, długoletni przewodniczący zarządu Związku Gmin Wiejskich RP.

## Życiorys
Z wykształcenia inżynier automatyk. Pracował w poznańskiej elektrociepłowni, gdzie w 1980 został przewodniczącym komisji zakładowej „Solidarności”. Później pracował w Trójmieście i w NRD.
W 1990 współtworzył lokalny Komitet Obywatelski w gminie Czerwonak. Po wyborach w 1990 został powołany na urząd wójta tej gminy. Ponownie wybierany na to stanowisko przez radnych (1994, 1998) i w wyborach bezpośrednich (2002, 2006, 2010). W 2014 nie uzyskał reelekcji, w konsekwencji odchodząc z funkcji wójta po sześciu kadencjach.
Politycznie był związany z Platformą Obywatelską. Należał do inicjatorów powołania Związku Gmin Wiejskich RP, stając w 1995 na czele tej organizacji. Kierował związkiem do 2015, otrzymując następnie tytuł honorowego przewodniczącego. Z urzędu wchodził w skład Komisji Wspólnej Rządu i Samorządu Terytorialnego, pełniąc okresowo funkcje jej współprzewodniczącego.

## Odznaczenia
Odznaczony Złotym Krzyżem Zasługi (2000), Krzyżem Kawalerskim (2005) i Krzyżem Oficerskim (2015) Orderu Odrodzenia Polski, a także Odznaką Honorową za Zasługi dla Samorządu Terytorialnego (2015).